# Volksbank Marl-Recklinghausen
Die Volksbank Marl-Recklinghausen eG ist eine Genossenschaftsbank mit Sitz in Marl im Kreis Recklinghausen in Nordrhein-Westfalen.

## Geschichte
Die Bank entstand im Jahr 1992 aus der Fusion der Volksbank Marl eG mit der Volksbank Recklinghausen eG.

## Sicherungseinrichtung
Die Volksbank Marl-Recklinghausen eG ist der amtlich anerkannten BVR Institutssicherung GmbH und der zusätzlichen freiwilligen Sicherungseinrichtung des Bundesverbandes der Deutschen Volksbanken und Raiffeisenbanken e. V. angeschlossen.